# Carcharhinus
Carcharhinus Blainville, 1816 è il genere più numeroso degli squali requiem (Carcharhinidae). Comprende oltre 30 specie diffuse nei mari tropicali e temperati di tutto il mondo, nonché, in alcuni casi, anche in acque salmastre, ad esempio in prossimità degli estuari, e in acque dolci.
Il nome deriva dai termini greci karcharos, «aguzzo», e rhis (genitivo rhinos), «naso». Da questo genere prende il nome l'intera famiglia dei Carcarinidi (Carcharhinidae).

## Descrizione
Le specie di Carcharhinus misurano da uno ad un massimo di circa 4 metri e presentano una pinna anale e due pinne dorsali, delle quali quella anteriore più grande della posteriore. Le pinne dorsali sono generalmente a forma di falce ed erette, ma in alcune specie possono essere più o meno arrotondate. Anche le pinne pettorali sono grandi e a forma di falce, ad eccezione di quelle del longimano, a forma di ala e fortemente arrotondate. Nella maggior parte delle specie la prima pinna dorsale ha inizio a livello delle pinne pettorali o immediatamente dietro l'estremità del loro bordo interno libero. Può essere presente una cresta interdorsale specie-specifica. La pinna anale è generalmente grande o leggermente più grande della seconda pinna dorsale. La pinna caudale ha un lobo inferiore relativamente piccolo e un lobo superiore molto grande.
La colorazione dorsale della maggior parte delle specie va dal grigio al grigio-brunastro; solo raramente è bronzea o bluastra. Il lato ventrale può essere dello stesso colore del dorso o essere notevolmente più chiaro, persino bianco. In molte specie le punte delle pinne mostrano una tipica colorazione bianca o nera e in alcuni casi possono apparire anche dei disegni sui fianchi.
Questi squali hanno il muso lungo e largo, appiattito o appuntito, cinque fessure branchiali, occhi rotondi dotati di membrana nittitante e denti a punta singola a forma di lama. Differiscono dagli altri generi di questa famiglia in quanto sono privi di spiracolo e hanno i margini taglienti dei denti superiori e (con poche eccezioni) inferiori sempre seghettati. Altre differenze riguardano la dimensione e la disposizione delle pinne l'una rispetto all'altra.

## Distribuzione e habitat

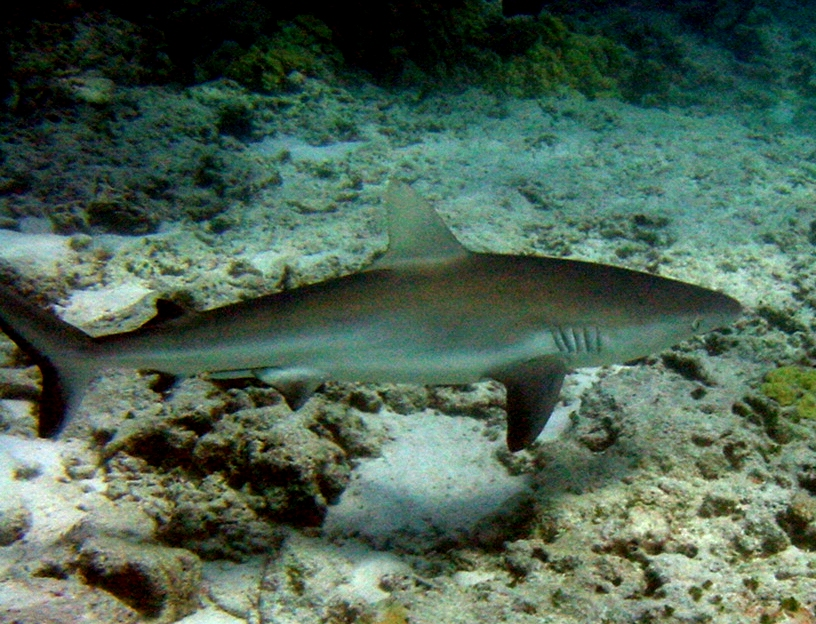
Squalo delle Galapagos (Carcharhinus galapagensis).

Le specie del genere Carcharhinus sono presenti in tutto il mondo in acque marine temperate e tropicali. Un certo numero di specie è presente unicamente in una limitata area costiera, come lo squalo pinna nera australiano  (C. tilstoni) e altre specie della costa australiana o lo squalo di scogliera dei Caraibi (C. perezii) delle isole omonime; alcune specie sono estremamente rare, come lo squalo di Pondicherry (C. hemiodon), noto solamente a partire da 20 esemplari. Al contrario esistono anche specie cosmopolite che si possono trovare in quasi tutti i mari, ad eccezione di quelli polari, come il longimano (C. longimanus) e lo squalo seta (C. falciformis).
La maggior parte delle specie vive in acque costiere, nelle barriere coralline e sulla piattaforma continentale e non si spinge molto in acque pelagiche. Alcune specie sono presenti anche nelle acque salmastre degli estuari, ma solo lo squalo leuca (C. leucas) si spinge regolarmente nei grandi sistemi fluviali dell'Asia o dell'Africa. Veri squali d'acqua dolce come gli squali di fiume (genere Glyphis) non esistono in questo genere. Le specie più propriamente pelagiche sono il longimano e lo squalo sericeo.
Nel Mediterraneo si trovano più o meno regolarmente 10 specie di questo genere. Alcune di queste sono visitatori occasionali che entrano attraverso lo stretto di Gibilterra o il canale di Suez. Altre specie vi risiedono stabilmente e vi si riproducono.

## Biologia
Le specie di Carcharhinus sono generalmente squali molto attivi che si spostano nuotando a velocità moderata. Sono attive di giorno e di notte e, a seconda della specie, si mantengono vicine alla superficie dell'acqua, soprattutto di giorno. Di norma, sono animali solitari, ma possono anche riunirsi in gruppi più piccoli o più grandi per cacciare.

### Alimentazione

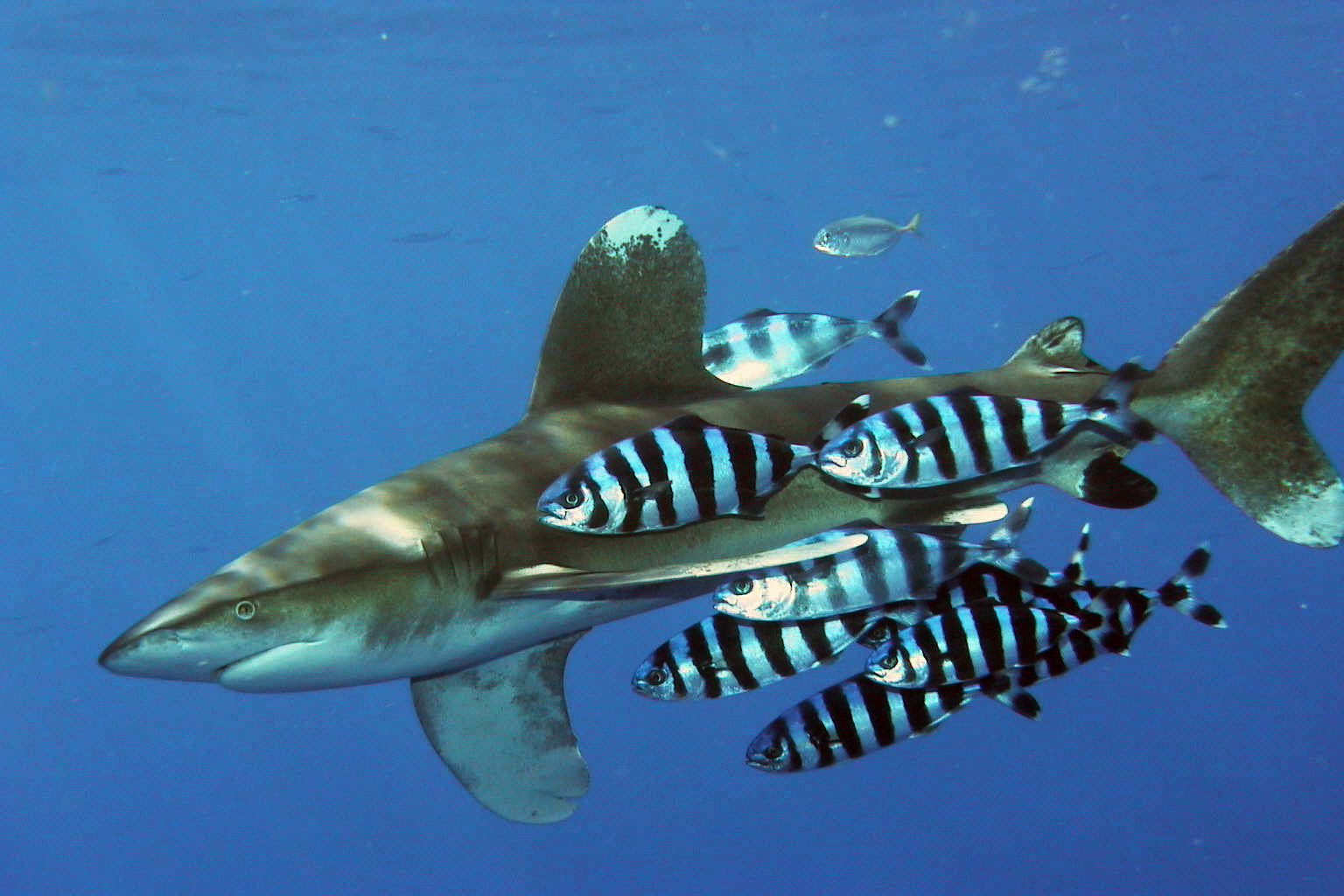
Longimano (Carcharhinus longimanus) accompagnato da pesci pilota (Naucrates ductor).

Le specie di Carcharhinus, come tutti gli squali requiem, sono forti nuotatori e si nutrono predando una grande varietà di pesci, compresi altri squali, cefalopodi, crostacei, tartarughe e mammiferi marini come le foche e occasionalmente uccelli marini. Non vi sono specialisti alimentari veri e propri, ma il regime alimentare di ciascuna specie dipende principalmente dalle sue dimensioni e dalla regione marina in cui vive, nonché dal fatto se cacci in acque libere o sul fondo.
In particolare le specie più grandi, come il longimano e lo squalo sericeo, così come i grandi squali appartenenti ad altri generi come la verdesca (Prionace glauca), lo squalo tigre (Galeocerdo cuvier) e lo squalo bianco (Carcharodon carcharias), non sono schizzinosi riguardo alle loro prede e quando sono a caccia attaccano tutte le possibili prede di dimensioni adeguate (predatori opportunisti). L'ampia gamma di cibo disponibile consente a queste specie di adattarsi a quasi tutti gli habitat marini. Tuttavia, per lo stesso motivo, possono anche essere potenzialmente pericolosi per nuotatori e subacquei, dal momento che questi ultimi vengono considerati possibili prede.

### Riproduzione

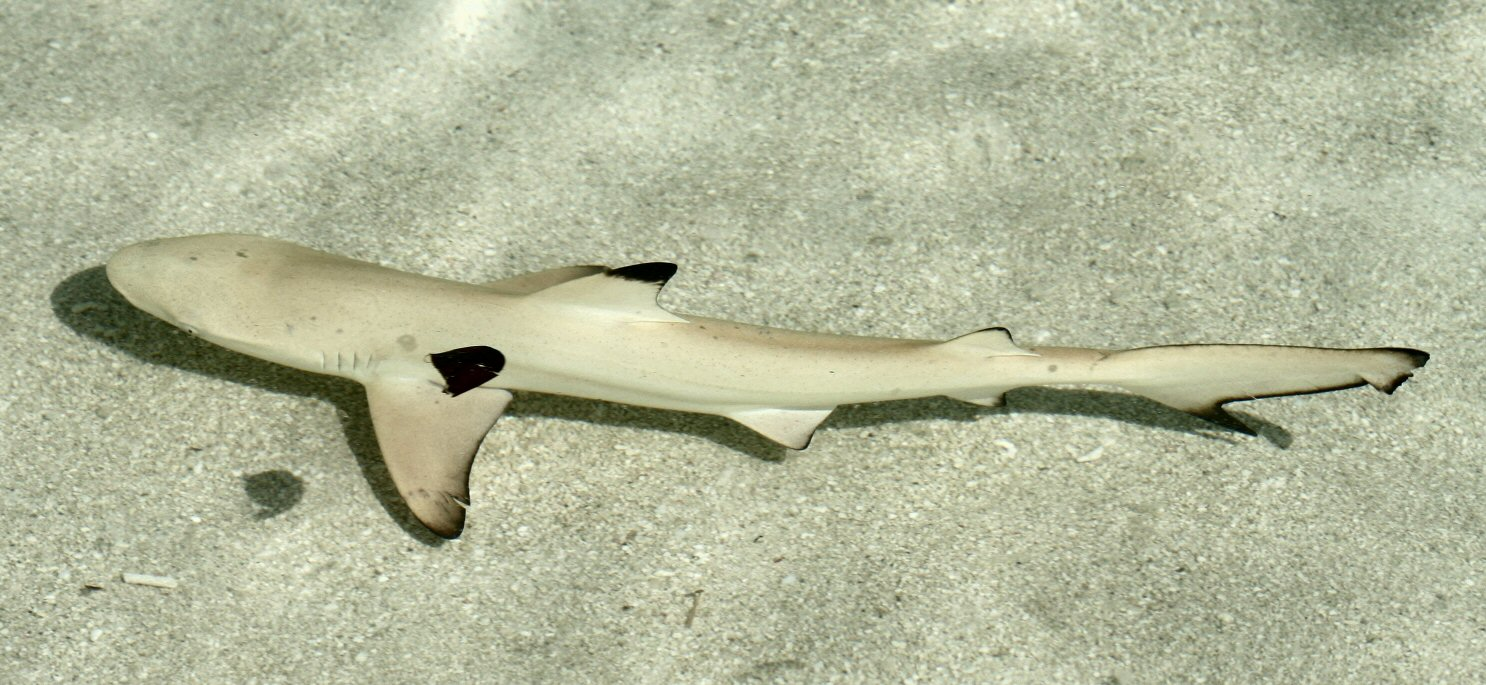
Piccolo squalo pinne nere di scogliera nell'acqua bassa.

Le specie di questo genere sono vivipare placentate: in esse il sacco vitellino si trasforma in una placenta fissata alla parete dell'utero, dalla quale si dipartono dei cordoni ombelicali che trasportano il nutrimento dalla madre ai piccoli. A seconda della specie e delle proprie dimensioni, le femmine danno alla luce da uno a circa 15 piccoli. Il periodo di gestazione varia a seconda della specie, della regione e della popolazione ed è compreso tra 9 e 24 mesi. Sono animali a crescita molto lenta, che diventano sessualmente maturi quando raggiungono una lunghezza che, a seconda delle specie, è di circa uno o due metri; pertanto, le femmine sessualmente mature sono di solito un po' più lunghe e anziane.

## Tassonomia
Il genere comprende in tutto 36 specie. La loro identificazione, però, è spesso molto difficile, in quanto le principali caratteristiche distintive, come le proporzioni corporee relative e la forma delle squame placoidi, cambiano nel corso dell'ontogenesi. Inoltre, in alcune specie è presente un evidente dimorfismo sessuale in termini di colorazione e forma dei denti. Un'altra importante caratteristica distintiva è il numero delle vertebre; pertanto, la determinazione corretta tra due specie esternamente molto simili è possibile solo attraverso l'analisi di caratteristiche esterne e interne. La presenza in una determinata area o il comportamento degli animali, comunque, spesso aiuta a riconoscere correttamente una specie.
Gli squali notturni, che in passato venivano posti in un genere separato (Hypoprion), vengono ora assegnati a questo genere. Il genere Carcharhinus comprende le seguenti 36 specie:

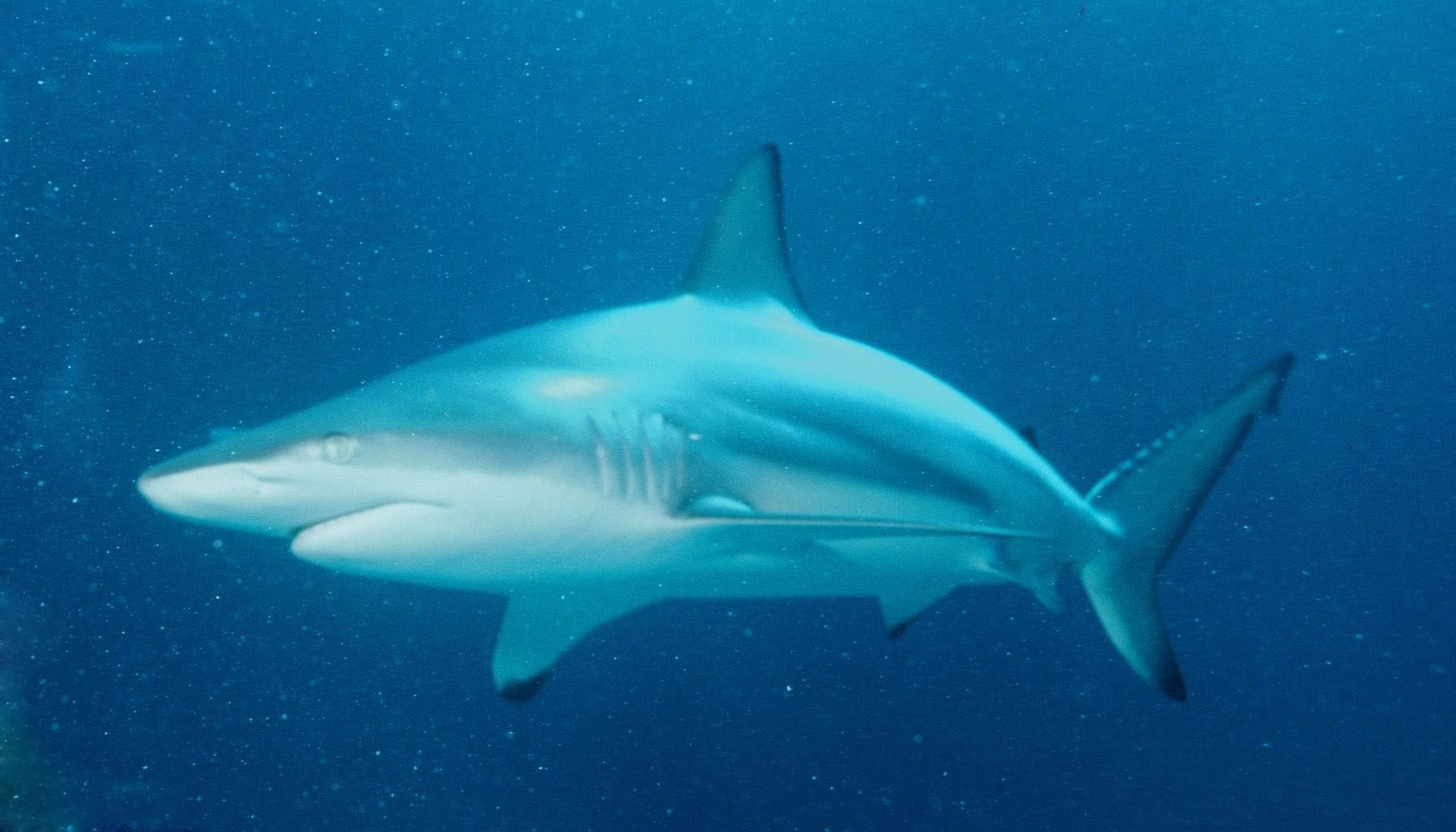
Squalo orlato (Carcharhinus limbatus).

- Carcharhinus acronotus (Poey, 1860) - squalo dal muso nero;
- Carcharhinus albimarginatus (Rüppell, 1837) - squalo dalle pinne argentee;
- Carcharhinus altimus (Springer, 1950) - squalo nasuto;
- Carcharhinus amblyrhynchoides (Whitley, 1934) - squalo dalle pinne orlate di nero di scogliera;
- Carcharhinus amblyrhynchos (Bleeker, 1856) - squalo grigio del reef o di scogliera;
- Carcharhinus amboinensis (Müller & Henle, 1839) - squalo dall'occhio di porco;
- Carcharhinus borneensis (Bleeker, 1858) - squalo del Borneo;
- Carcharhinus brachyurus (Günther, 1870) - squalo ramato;
- Carcharhinus brevipinna (Müller & Henle, 1839) - squalo tessitore o squalo dalle pinne corte;
- Carcharhinus cautus (Whitley, 1945) - squalo nervoso;
- Carcharhinus cerdale Gilbert, 1898 - squalo dalla coda piccola del Pacifico;
- Carcharhinus coatesi (Whitley, 1939)[2] - squalo di Coates;
- Carcharhinus dussumieri (Müller & Henle, 1839) - squalo dalla guancia bianca;
- Carcharhinus falciformis (Müller & Henle, 1839) - squalo seta o squalo sericeo;
- Carcharhinus fitzroyensis (Whitley, 1943) - squalo del golfo di Carpentaria;
- Carcharhinus galapagensis (Snodgrass & Heller, 1905) - squalo delle Galapagos;
- Carcharhinus hemiodon (Müller & Henle, 1839) - squalo di Pondicherry;
- Carcharhinus humani White & Weigmann, 2014[3] - squalo di Human;
- Carcharhinus isodon (Müller & Henle, 1839) - squalo dai denti sottili;
- Carcharhinus leiodon Garrick, 1985 - squalo pinne nere dai denti lisci;
- Carcharhinus leucas (Müller & Henle, 1839) - squalo leuca;
- Carcharhinus limbatus (Müller & Henle, 1839) - squalo orlato o squalo pinna nera minore;
- Carcharhinus longimanus (Poey, 1861) - longimano o squalo oceanico a pinne bianche;
- Carcharhinus macloti (Müller & Henle, 1839) - squalo dal naso duro;
- Carcharhinus macrops Liu, 1983 - ;
- Carcharhinus melanopterus (Quoy & Gaimard, 1824) - squalo a punte nere del reef o pinna nera del reef;
- Carcharhinus obscurus (Lesueur, 1818) - squalo bruno;
- Carcharhinus obsoletus White, Kyne & Harris, 2019[4] - squalo perduto;
- Carcharhinus perezii (Poey, 1876) - squalo di scogliera dei Caraibi;
- Carcharhinus plumbeus (Nardo, 1827) - squalo grigio;
- Carcharhinus porosus (Ranzani, 1839) - squalo dalla coda piccola;
- Carcharhinus sealei (Pietschmann, 1913) - squalo dalla macchia nera;
- Carcharhinus signatus (Poey, 1868) - squalo notturno;
- Carcharhinus sorrah (Müller & Henle, 1839) - squalo dalla coda maculata;
- Carcharhinus tilstoni (Whitley, 1950) - squalo dalla coda nera di scogliera;
- Carcharhinus tjutjot (Bleeker, 1852)[2] - squalo dalla guancia bianca indonesiano.

È molto probabile che il genere Carcharhinus sia parafiletico rispetto a Prionace, il genere monospecifico cui appartiene la verdesca (Prionace glauca), quindi dovrebbe includerlo. Secondo uno studio di biologia molecolare effettuato nel 2008, la verdesca è una sister species dello squalo nasuto (C. altimus) e dello squalo seta (C. falciformis), che si trovano situati al centro dell'albero filogenetico del genere.

## Rapporti con l'uomo

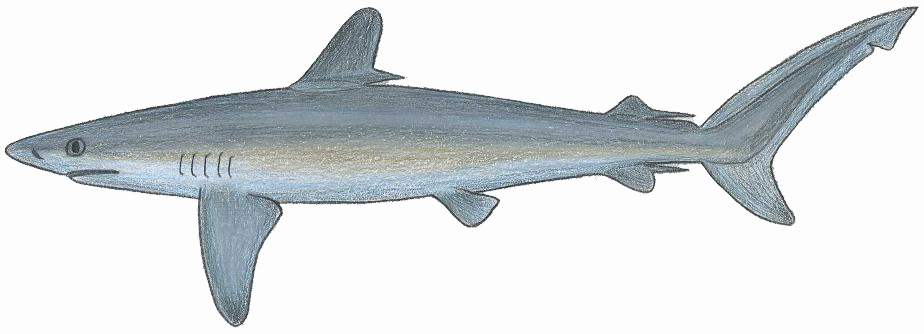
Squalo seta (Carcharhinus falciformis).

All'interno del genere Carcharhinus vi è un certo numero di specie di squali molto grandi che si possono trovare regolarmente anche nelle zone costiere. Di conseguenza, molte di esse sono ritenute potenzialmente pericolose per l'uomo, in particolare lo squalo seta, lo squalo leuca e il longimano. Esistono numerosi casi documentati di attacchi di queste specie a nuotatori, subacquei e imbarcazioni, nonché altri di cui sono ritenuti i principali indiziati.

Tuttavia, molte specie di Carcharhinus figurano sulla Lista rossa della IUCN come specie minacciate di estinzione. L'elevata pressione provocata dalla pesca commerciale in gran parte del loro areale viene indicata come la principale causa di minaccia. Non sono oggetto di caccia, ma finiscono tra le catture accessorie della pesca d'altura con palangari e reti da traino. Le grosse pinne delle specie pelagiche sono molto apprezzate anche come base della famosa zuppa di pinne di squalo: una volta rimosse le pinne, le carcasse vengono gettate in mare. A causa della difficoltà nel raccogliere informazioni inerenti alla pesca d'altura, non vi sono dati precisi riguardo al numero di catture, né informazioni sull'entità e sulle variazioni delle popolazioni di questi squali.